# هيرينجسدورف
هيرينجسدورف (بالإنجليزية: Heringsdorf)‏ هي بلدية ومدينة منتجع ساحلي شهيرة في جزيرة يوزدوم في بوميرانيا الغربية، ألمانيا. ومن المعروف أيضا باسم كايزرباد (بالإنجليزية: Imperial Spa)‏).(بالعربية: ثلاثة منتجعات إمبراطورية)

## النشأة
تشكلت البلدية في يناير 2005 من بلديات هيرينجسدورف وآلبيك وبانزين. حتى يناير 2006، كانت البلدية تسمى درايكايزربيده (بالألمانية: Dreikaiserbäder)، والتي تعني حرفيًا (بالعربية: ثلاثة منتجعات إمبراطورية)، وهي إشارة إلى عدة زيارات لقضاء إجازة من الإمبراطور الألماني فيلهلم الثاني حتى عام 1918.

## الخصائص الطبيعية
لنفس السبب، يمتد الشاطئ الرملي الناعم إلى حوالي 12   كم (7.5 ميل) من بانزين فوق هيرينجسدورف إلى آلبيك واسفينامانده (في الوقت الحاضر منتجع صحي بولندي)، ويسمى أيضا كايزرشترانت (بالعربية: الشاطئ الامبراطوري). يبلغ طول شاطئ بحر البلطيق المستمر في جزيرة يوزدوم 40 دقيقة   كم (25 ميلًا) ويبلغ متوسط عرضه 40 مترًا (130 قدمًا)، مما يجعله أطول شاطئ رملي في أوروبا.

## الاقتصاد
السياحة هي القطاع الاقتصادي السائد في الشواطئ الامبراطورية مع عدد متزايد من الفنادق وبيوت العطلات كل عام.

## الموقع
يقع هيرينجسدورف على ساحل بحر البلطيق في جزيرة يوزدوم، على بعد حوالي 10   كم من الغراب يطير شمال غرب اشوينواويشتشه.
تعد هيرينجسدورف واحدة من أكثر المنتجعات شعبية على شاطئ بحر البلطيق الألماني منذ تأسيسها. وتتكون من ثلاثة أجزاء: آلبيك على الحدود البولندية، هيرينجسدورف الأصلية (الجزء الأوسط) وبانزين في الغرب. كانت هذه هي الثلاثة منتجعات صحية المفضلة للإمبراطور الألماني، وتسمى أيضًا حوض الاستحمام في برلين. تتميز بشواطئ نظيفة والعديد من المنازل والقصور ذات المناظر الخلابة على طراز بيدارارشيتيكتور المتميز (هندسة المنتجع).

## البلديات التوأم
تم توأمة هيرينجسدورف مع مدن وبلديات أخرى، مثل بيكوم في شمال الراين - وستفاليا (ألمانيا)، وفولجريت في إيطاليا، ولاسيل سان كلو في فرنسا ؛ وكذلك جرودكاف وتولكميكو واشوينواويشتشه المجاورة في بولندا. بالإضافة إلى ذلك، فإن هيرينجسدورف على اتصال دائم مع جربة في تونس وسفارة المغرب في برلين.

## وسائل النقل
يخدم المنطقة مطار هيرينجسدورف.

## معرض الصور

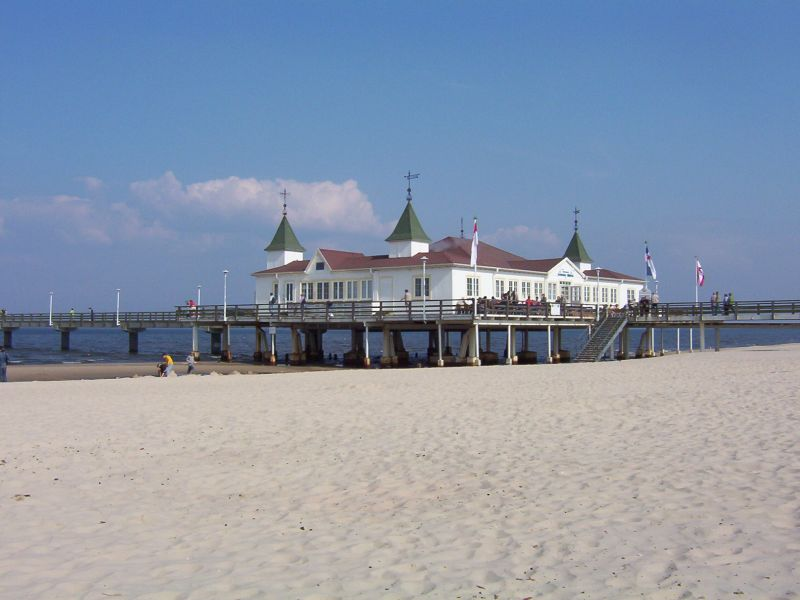
رصيف آلبيك  [لغات أخرى]‏
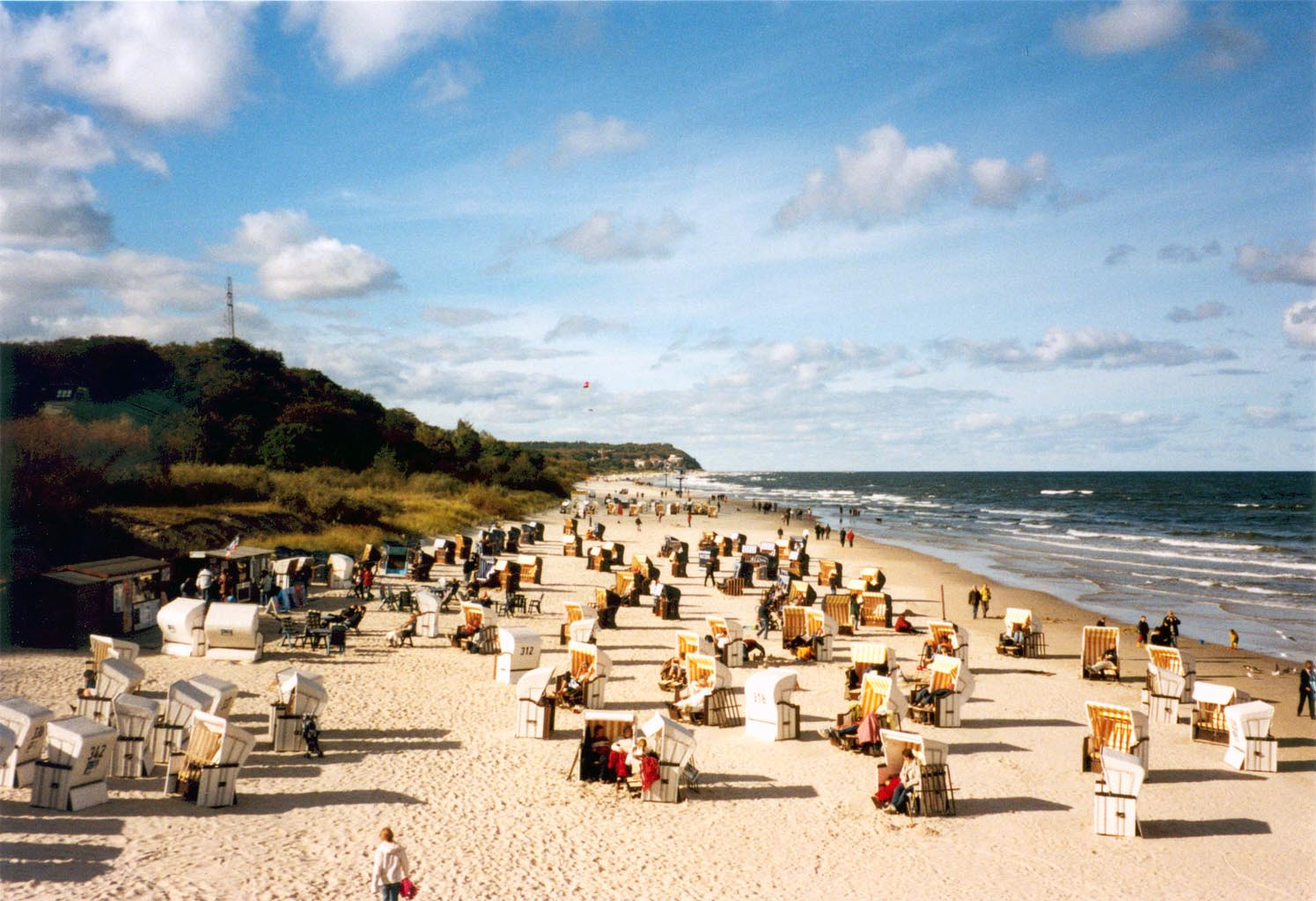
شاطئ هيرينجسدورف
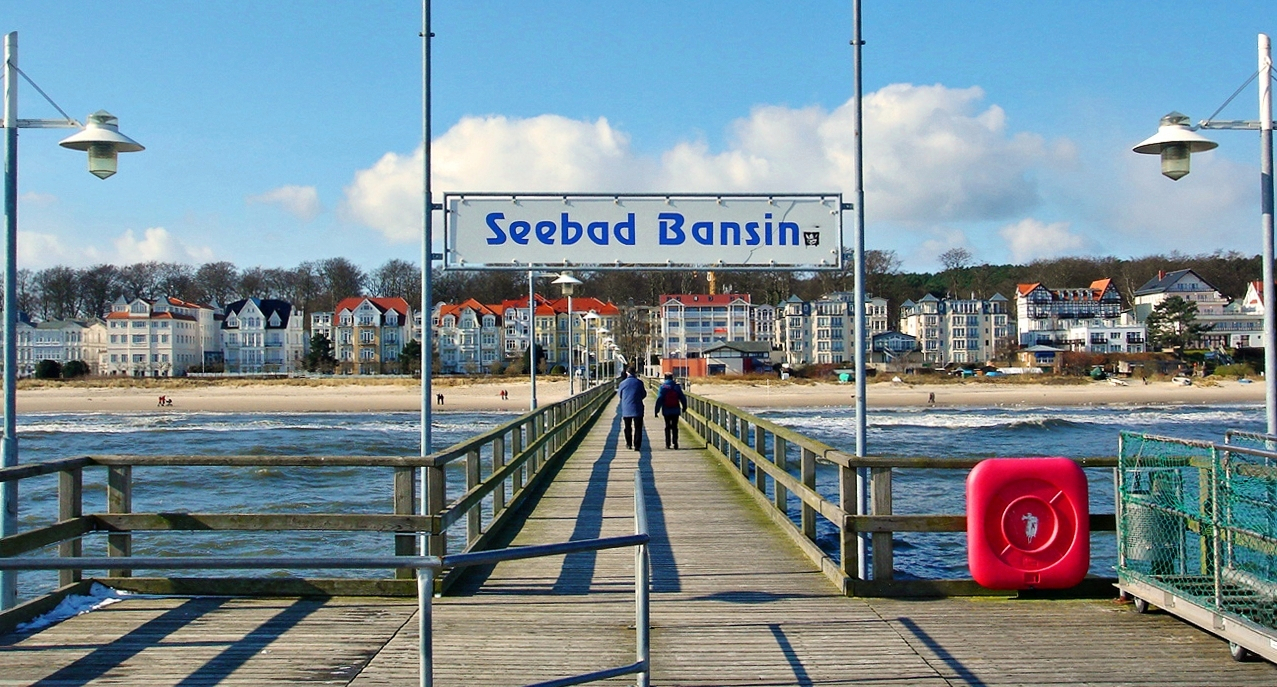
متنزه بانزين منظر من الرصيف
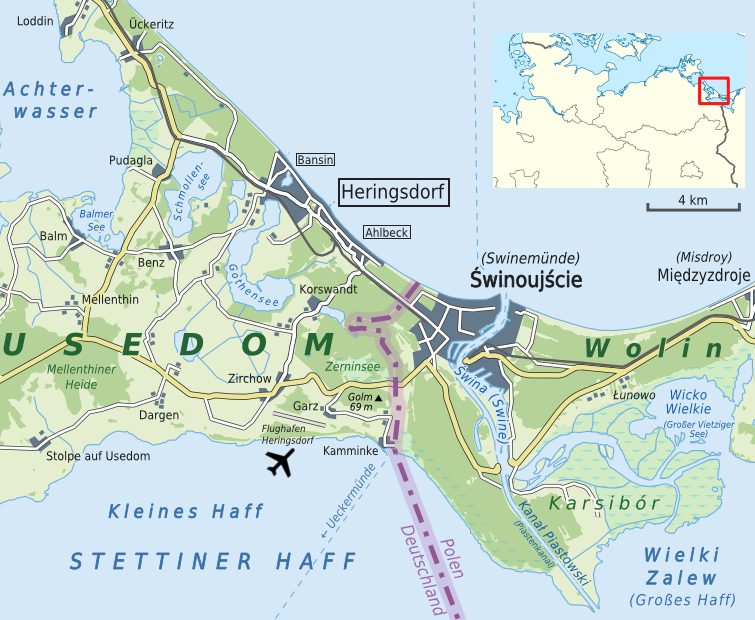
خريطة هيرينجسدورف بما في ذلك آلبيك وبانزين ومدينة سفينامانده المجاورة /اشوينواويشتشه في بولندا